# Earl Ingarfield (hockeista su ghiaccio 1934)
Earl Thompson Ingarfield (Lethbridge, 25 ottobre 1934) è un ex hockeista su ghiaccio e allenatore di hockey su ghiaccio canadese che nel corso della carriera ha militato e allenato nella National Hockey League.

## Carriera

### Giocatore
Ingarfield iniziò a giocare a hockey nella WCJHL nella squadra della propria città per quattro stagioni. Nel 1955 fece il proprio esordio fra i professionisti nella Western Hockey League. Nella lega minore canadese giocò per i tre anni successivi prima di riuscire a esordire in National Hockey League.
Esordì in NHL nella stagione 1958-1959 con la maglia dei New York Rangers; ben presto ottenne un posto da titolare e sarebbe rimasto in rosa per le nove stagioni successive eccetto un breve prestito ai Cleveland Barons in American Hockey League nel campionato 1959-1960.
Ingarfield fu compagno di linea delle ali Andy Bathgate e Dean Prentice e fu noto più per la sua professionalità e leadership che per la produzione in attacco. Per cinque anni fu uno dei capitani alternativi dei Rangers e nel 1962 vinse il premio di MVP della squadra. I Rangers vissero stagioni difficili e durante la permanenza di Ingarfield si qualificarono ai playoff solo due volte, e proprio nella serie del 1962 contro i Toronto Maple Leafs Ingarfield fu fermato da un grave infortunio.
Rimasto senza contratto nel 1967 Ingarfield fu scelto durante l'NHL Expansion Draft dai Pittsburgh Penguins, una delle sei nuove franchigie iscritte alla NHL. Nella stagione 1968-1969 fu scelto come nuovo capitano della franchigia tuttavia nel mese di gennaio venne ceduto agli Oakland Seals.

### Allenatore
Ingarfield si ritirò dalle competizioni al termine della stagione 1970-71 per iniziare la carriera da allenatore. La sua prima esperienza fu quella con i Regina Pats in WCJHL, ma già dopo un solo anni ebbe l'opportunità di ritornare in NHL nello staff dei neonati New York Islanders; a 30 gare dalla fine della stagione inaugurale Phil Goyette venne esonerato e Ingarfield fu scelto come capo allenatore. Nonostante il mancato accesso ai playoff gli venne offerto un rinnovo che tuttavia rifiutò.
Nel 1974 ritornò nel mondo giovanile alla guida dei Lethbridge Broncos, squadra in cui si formò il figlio Earl Ingarfield Jr..